# Eisweiher (Pirmasens)
Der Eisweiher im Osten der kreisfreien Stadt Pirmasens im Süden von Rheinland-Pfalz ist ein ca. 0,75 Hektar großes, künstlich angelegtes Staugewässer. Gespeist wird es aus dem Lamsbach, dessen Quelle etwa 200 Meter südlich des Weihers liegt. Er ist etwa 185 Meter lang und etwa 40 Meter breit. Im Norden entwässert er sich wieder in den Lamsbach. Im nördlichen Teil des Weihers befindet sich eine Belüftungsanlage, um im Gewässer auch in Hitze- und Trockenperioden einen biologisch notwendigen Sauerstoffgehalt zu gewährleisten. Der "Sprudler" ist an der Wasseroberfläche sichtbar.

## Lage
Der Eisweiher liegt im Biosphärenreservat Pfälzerwald-Vosges du Nord und im Naturpark Pfälzerwald bzw. geographisch am Südwestrand des Mittleren Pfälzerwaldes bzw. am Ostrand des Zweibrückener Westrich. Er gehört zur Gemarkung der Stadt Pirmasens. Westlich des Weihers beginnt die Wohnbebauung der Stadt. Im Osten schließt sich das als Westrich bezeichnete Waldgebiet mit den wesentlichen Erhebungen Glasberg (416,7 m) und Kleiner Arius (433 m) an. In diesem Waldgebiet befinden sich eine Vielzahl von Buntsandsteinfelsformationen.

## Tourismus
Das Gelände am Eisweiher ist als ein Naherholungsgebiet mit Spiel- und Sportplätzen sowie einem gärtnerisch gepflegten Uferbereich angelegt. Ganzjährig finden sich Möglichkeiten verschiedener Sport- und Freizeitaktivitäten wie Minigolf, Ballspiele und Schiffsmodellsport. Am Weiher ist auch Angeln möglich. Am Weiher befindet sich ein Wanderparkplatz, der als Ausgangspunkt für Wanderungen zu den im Waldgebiet gelegenen Buntsandsteinfelsen z. B. über den Premiumwanderweg Pirmasenser Felsenwald oder zu den Wanderhütten Waldhaus Starkenbrunnen oder Forsthaus Beckenhof dienen kann.